# Scarlet Ortiz
Scarlet Ortiz  (Caracas, Venezuela, 1974. március 12. –) venezuelai színésznő, modell.

## Élete és pályafutása
Scarlet Ortiz 1974. március 12-én született Caracasban. 1996-ban szerepet kapott a Nubeluz című sorozatban. 2002-ben a Todo Sobre Camila, majd a Todos quieren con Marilyn című telenovellákban játszott főszerepet. 2009-ben főszerepet kapott az Alma Indomable című sorozatban. 2011-ben főszerepet játszott a Rafaela doktornőben.
Férje Yul Bürkle, akitől egy gyermeke született.

## Filmográfia
| Év   | Cím                                         | Szerep                      | TV stúdió         |
| ---- | ------------------------------------------- | --------------------------- | ----------------- |
| 1996 | Nubeluz                                     | Dalina                      |                   |
| 1997 | Llovizna                                    | Yolanda Sanchez             | RCTV              |
| 1998 | Niña mimada                                 | Federica                    | RCTV              |
| 1999 | Luisa Fernanda                              | Luisa Fernanda Riera        | RCTV              |
| 2000 | Családban marad (Mis 3 hermanas)            | Lisa Estrada                | RCTV              |
| 2000 | Betty, a csúnya lány (Yo soy Betty, la fea) | Alejandra Zingg             | RCN               |
| 2001 | Secreto de amor                             | Maria Clara Carvajal        | Venevisión        |
| 2002 | Todo Sobre Camila                           | Camila Montes de Alba       | Venevisión        |
| 2004 | Todos quieren con Marilyn                   | Marilyn                     | RCN               |
| 2006 | Mi vida eres tu                             | Daniela Álvarez             | Venevisión        |
| 2007 | Tropico                                     | Angelica Santos             | Venevisión        |
| 2008 | Amas de casa desesperadas                   | Susana Martínez             | Univision Studios |
| 2009 | Alma indomable                              | Alma Peréz Sorrento         | Venevisión        |
| 2010 | ¡Mira quien baila!                          | Önmaga                      | Univision         |
| 2011 | Rafaela doktornő (Rafaela)                  | Rafaela Martínez de la Vega | Televisa          |
| 2012 | Dulce amargo                                | Mariana Wilhelm             | Televen           |